# Pedro de Arrieta
Pedro de Arrieta (Real de Minas de Pachuca, 1660?-Ciudad de México, 15 de diciembre de 1738) fue un arquitecto novohispano que trabajó en el barroco mexicano.

## Biografía
Pedro de Arrieta nació, en fecha indeterminada, como hijo legítimo del matrimonio de Juan de Arrieta y de María de la Encarnación, vecinos del Real de Minas de Pachuca. En 1691 obtuvo el título de maestro y en 1720 fue ascendido a Maestro Major de la Catedral y del Reyno.
Una de las figuras capitales del barroco de transición entre los siglos XVII y XVIII en Nueva España. Su estilo, precursor de la arquitectura dieciochesca, se manifiesta sobre todo en el uso de formas mixtilíneas y octogonales, el gusto por la policromía, el empleo de columnas de orden clásico, la ausencia de estípites y la predilección por los planos poligonales típicos del barroco español.
Contaba con una rama familiar en el Perú, su primo don Mathías de Arrieta, licenciado y teólogo.

## ElPlano de Pedro de Arrieta
Los arquitectos, por su parte, llevaron a cabo dos intentos para modificar las Ordenanzas de Albañilería que regían su gremio desde el siglo XVI. Una en 1735 y otra en 1746. En 1735, el maestro Pedro de Arrieta, junto con otros cinco arquitectos (Miguel José de Rivera, José Eduardo de Herrera, Miguel Custodio Durán, Manuel Álvarez y Francisco Valdez) presentó unas Ordenanzas formadas por los maestros veedores de arquitectura para su aprobación... con las que pretendieron regular la calidad de las construcciones y procurar que los arquitectos se responsabilizaran de sus actos en provecho de la sociedad; de ahí que, por ejemplo, regularan el precio de los “sitios” y “parajes” de la ciudad, para poder llevar a cabo avalúos justos y no dejar que “cada uno (según su alcance) ponga precios”, por lo que el año de 1737 elaboraron un “mapa” de la ciudad de México que hoy se conoce precisamente como Plano de Pedro de Arrieta, con ese objetivo." (Martha Fernández, p. 155)

## Obras
Entre sus principales obras, se encuentran las siguientes:[cita requerida]
- La Colegiata de Guadalupe, más conocida como la antigua Basílica de Guadalupe (1695-1709)
- Iglesia de La Profesa (1714-1720) (Madero esquina con Isabel la Católica)
- Templo de Corpus Christi
- Cúpula y torres de la parroquia de San Miguel (1714) (Pino Suárez esquina con José María Izazaga)
- Templo de Santo Domingo
- Antiguo Palacio de la Inquisición (1733-1737) (República de Brasil esquina con República de Venezuela)
- Templo de Santa Teresa la Nueva (1701-1714)
- Capilla de las Ánimas de la Catedral Metropolitana de la Ciudad de México (1721)
- Puente de San Juan del Río (1711)
- Iglesia de la Asunción, en Apan
- Iglesia de Santiago Tuxpan, en Michoacán (1716)
- Escalera grande del convento de San Francisco (destruida)
- Capilla del hospital del Amor de Dios (destruida)
- Alhóndiga de la Ciudad (1722) (destruida)

## Galería
|                        |
| Colegiata de Guadalupe |

|                      |
| Templo de la Profesa |

|                             |
| Ex Templo de Corpus Christi |

|                                  |
| Parroquia de San Miguel Arcángel |

|                         |
| Templo de Santo Domingo |

|                           |
| Palacio de la inquisición |

|                                 |
| Templo de Santa Teresa la Nueva |

|                   |
| Capilla de Animas |

|                            |
| Puente de San Juan del Río |

|                                |
| Iglesia de la asunción de Apan |

|                               |
| Iglesia de Santiago en Tuxpan |